# Archyala terranea
Archyala terranea är en fjärilsart som beskrevs av Butler 1879. Archyala terranea ingår i släktet Archyala och familjen äkta malar. Inga underarter finns listade i Catalogue of Life.